# Джафарабаде-Бакераф
Джафарабаде-Бакераф (перс. جعفرآباد باقراف‎) — село на севере Ирана, в остане Тегеран. Входит в состав шахрестана Тегеран. Является частью дехестана (сельского округа) Афтаб бахша Афтаб.

## География
Село находится в центральной части остана, к западу от автодороги , на расстоянии приблизительно 6 километров (по прямой) к югу от города Тегеран, административного центра шахрестана. Абсолютная высота — 1036 метров над уровнем моря.

## Население
По данным переписи 2006 года население села составляло 518 человек (259 мужчин и 259 женщин). В Джафарабаде-Бакерафе насчитывалось 109 домохозяйств. Уровень грамотности населения составлял 60,6 %. Уровень грамотности среди мужчин составлял 61,4 %, среди женщин — 59,9 %.
В 2016 году в селе имелось 104 домохозяйства и проживало 427 человек (230 мужчин и 197 женщин).